# Again (jogo eletrônico)
Again: FBI Special Psychological Investigation Unit é um videogame do gênero de aventura desenvolvido pela Cing e publicado pela Tecmo para o console portátil Nintendo DS da empresa japonesa Nintendo.